# Oncometopia nigerrima
Oncometopia nigerrima är en insektsart som beskrevs av Schröder 1960. Oncometopia nigerrima ingår i släktet Oncometopia och familjen dvärgstritar.
Artens utbredningsområde är Guatemala. Inga underarter finns listade i Catalogue of Life.